# Carpathiella
Carpathiella es un género de foraminífero bentónico de estatus incierto, aunque considerado un sinónimo posterior de Caudammina de la familia Hormosinellidae, de la superfamilia Hormosinelloidea, del suborden Hormosinina y del orden Lituolida. Su especie-tipo era Reophax ovulum. Su rango cronoestratigráfico abarcaba el Oligoceno.

## Discusión
Clasificaciones previas incluían Carpathiella en la familia Rzehakinidae, de la superfamilia Rzehakinoidea, de la superfamilia Hormosinoidea, así como en el suborden Textulariina del orden Textulariida o en el orden Lituolida sin diferenciar el Suborden Hormosinina.

## Clasificación
Carpathiella incluía a las siguientes especies:
- Carpathiella ovulum